# Ку Кей Ким
Ку Кей Ким (малайск. Khoo Kay Kim; 28 марта 1938, Кампар, Перак — 28 мая 2019, Куала-Лумпур, Малайзия) — малайзийский историк, специалист по новой и новейшей истории Юго-Восточной Азии, почётный профессор. Китаец по национальности (хакка).

## Краткая биография
В 1959 году окончил Университет Малайя, в 1967 г. защитил магистерскую диссертацию, а в 1974 г. — докторскую («Истоки политического экстремизма в Малайе в 1915—1935 гг.») под руководством Кеннеди Г. Трегоннинга.
В 1965—1967 гг. тьютор, с 1967 г. — преподаватель истории в Университете Малайя. Был первым немалайцем, читавшим лекции на малайском языке. C 1974 г. — профессор, в 1975—1993 гг. — заведующий кафедрой истории гуманитарного факультета Университета «Малайя». В 2011—2013 гг. — ректор университетского колледжа в Дамансаре (Колледж Дамансара Утама).
Один из разработчиков национальной идеологии «Рукунегара». Главный редактор журнала «Пурба» («Древний мир»). Член руководящего совета Института международных и стратегических исследований. Член комитета по присуждению премий «Независимости» (Merdeka), Национального совещательного совета по вопросам образования.
Его высказывания по истории Малайзии часто провоцировали бурные дискуссии (например, о том, что нет доказательств существования Ханг Туаха).
Скончался от воспаления легких, похоронен в Национальном парке-кладбище "Нирвана" (Nirvana Memorial Park). На похоронах присутствовал министр внутренних дел Мухиддин Яссин.

## Семья
Отец Ку Су Джин, мать Чуа Гейк Си, жена Н. Ратхималар (с 1966 г.), дети Эддин Ку, Рубин Ку, Мавин Ку (р. 1976).

## Звания и награды
- Орден Верного защитника короны (Johan Setia Mahkota) (1983)
- Орден Защитник короны от султана Перака (Darjah Paduka Mahkota Perak) и звание «Датук» (1987)
- Почётный профессор Университета Малайя (1993)
- Орден Рыцаря — защитника короны (Panglima Setia Mahkota) от Верховного правителя и звание Тан Сри (2008)
- Орден Защитник короны от султана Селангора (Datuk Paduka Mahkota Selangor) и звание «Датук» (2009)
- Золотая медаль Исторического общества Малайзии (2013)

## Основные труды
- The Western Malay States, 1850—1873: The Effects of Commercial Development on Malay Politics (1972)
- The History of South-East, South, and East Asia : essays and documents / edited by Khoo Kay Kim. : Oxford University Press, 1977.
- Pre-merdeka Malay periodicals held in the University of Malaya Library (1984)
- Malay Society: Transformation & Democratisation : a Stimulating and Discerning Study on the Evolution of Malay Society Through the Passage of Time (1991)
- His Majesty Sultan Azlan Shah (1991)
- Esei-esei sejarah Malaysia (Очерки истории Малайзии) (1982).
- Perpetuating a Unique Tradition of a Unique Country: Seri Paduka Baginda Yang Di-Pertuan Agong Tuanku Syed Sirajuddin Putra Jamalullail : the Installation of His Majesty and Malaysia Explained (2002)
- Taiping: The Vibrant Years (2003)
- 100 Years the University of Malaya (2005)
- Corruption is My Name & Destruction is My Game: A Satirical Narration (2010)